# Tellervo parvipuncta
Tellervo parvipuncta is een vlinder uit de familie Nymphalidae, onderfamilie Danainae.
De wetenschappelijke naam van de soort is voor het eerst geldig gepubliceerd in 1922 door James John Joicey & George Talbot.